# OnePlus Nord CE4
OnePlus Nord CE4 — смартфон середнього рівня, розроблений компанією OnePlus, що входить у серію Nord. Був представлений 1 квітня 2024 року. В Китаї смартфон був представлений 24 квітня 2024 року як Oppo K12 з різницею в більшій кількості пам'яті та наявності NFC.

## Дизайн
Екран виконаний зі скла, а задня панель та рамка — з пластику.
За дизайном смартфони схожі на OnePlus Ace 3V.
Знизу розміщені роз'єм USB-C, динамік, мікрофон та гібридний слот під 2 SIM-картки або 1 SIM-картку і карту пам'яті формату microSD до 1 ТБ. Зверху розташований другий мікрофон, другий динамік та ІЧ-порт. З правого боку розміщені кнопки регулювання гучності та кнопка блокування.
OnePlus Nord CE4 продається в кольорах Celadon Marble (зелений) та Dark Chrome (сірий). В Oppo K12 ці кольори називаються Green Cloud та Starry Night відповідно.

## Технічні характеристики

### Платформа
Смартфони отримали процесор Qualcomm Snapdragon 7 Gen 3 та графічний процесор Adreno 720.

### Батарея
Батарея отримала об'єм 5500 мА·год та підтримку швидкої зарядки SUPERVOOC на 100 Вт.

### Камера
Пристрої отримали основну подвійну камеру 50 Мп, f/1.8 (ширококутний) із фазовим автофокусом та оптичною стабілізацією зображення + 8 Мп, f/2.2 (надширококутний) з кутом огляду 112° та фронтальну камеру 16 Мп, f/2.4 (ширококутний). Також основна камера може записувати відео в роздільній здатності 4K@30fps, а фронтальна — в 1080p@30fps. 

### Екран
Екран AMOLED, 6.7", FullHD+ (2412 × 1080) зі щільність пікселів 394 ppi, співвідношенням сторін 20:9, частотою оновлення дисплея 120 Гц, підтримкою технології HDR10+ та круглим вирізом під фронтальну камеру, що знаходиться зверху в центрі.

### Звук
Смартфони отримали стереодинаміки. Динаміки розташовані на верхньому та нижньому торцях.

### Пам'ять
OnePlus Nord CE4 продається в комплектаціях 8/128 та 8/256 ГБ, а Oppo K12 — 8/256, 12/256 та 12/512 ГБ.

### Програмне забезпечення
OnePlus Nord CE4 був випущені на OxygenOS 14, а Oppo K12 — на ColorOS 14. Обидві оболонки працюють на базі Android 14.